# 工作领导 (纳粹党)
工作领导（Arbeitsleiter）是纳粹党於1939年至1945年間設置的一个政治衔级。该衔级的前身是“同僚”（Mitarbeiter），该衔级本身能分成三级：工作领导、上级工作领导（oberarbeitsleiter）、特级工作领导（hauptarbeitsleiter）。